# Décio Lima
Décio Nery de Lima (Itajaí, 1 de outubro de 1960) é um político, advogado e professor brasileiro, filiado ao Partido dos Trabalhadores (PT). É o atual presidente do Serviço Brasileiro de Apoio à Micro e Pequena Empresa (Sebrae)

## Biografia
Filho de Nery Adolfo Lima e de Angelina Adriano Lima, Décio Nery de Lima é natural de Itajaí, Santa Catarina, e cursou sua educação básica na Escola Básica Henrique da Silva Fontes (1967-1975) e no Colégio Salesiano de Itajaí (1976-1978).
Licenciado em Ciências sociais pela Fundação de Ensino do Polo Geoeducacional do Vale do Itajaí (Fepevi) em 1984, e bacharel em Direito pela Universidade do Vale do Itajaí (UNIVALI) em 1989, desde a época da graduação, Décio Lima esteve envolvido ativamente com o movimento estudantil, chegando a ocupar a vice-presidência do Diretório Acadêmico de Filosofia, e a presidência do Diretório Acadêmico de Direito e da União Catarinense dos Estudantes (UCE). Ainda em 1989, também começou a atuar como advogado sindicalista, função que desempenhou até 1996.
Além disso, Décio Lima é casado com a deputada federal Ana Paula Lima (PT) e tem dois filhos.

## Trajetória política
Décio Lima iniciou sua trajetória política filiando-se ao Partido dos trabalhadores em 1981 e atuando como vereador na cidade de Blumenau entre 1993 e 1996 pela legenda. No ano seguinte, assumiu como prefeito da cidade, permanecendo por dois mandatos consecutivos (1997 - 2004) e destacando-se, principalmente, pela implantação de programas de inclusão social e modernização urbana.
Entre 2005 e 2006, foi superintendente do Porto de Itajaí, um dos mais importantes complexos portuários do Brasil, sendo responsável pela captação do maior volume de investimentos em toda sua centenária história.
Pelo PT, elegeu-se três vezes deputado federal por Santa Catarina, tomando posse à 53ª legislatura (2007 — 2011) com a soma de 102.112 votos, à 54ª legislatura (2011 — 2015) com 117.618 votos, e à 55ª legislatura (2015 — 2019) com 112.366 votos.
Em 2012, coordenou o Fórum Parlamentar Catarinense e, em 2013, se tornou o primeiro catarinense a presidir a Comissão de Constituição e Justiça e de Cidadania (CCJC), período em que construiu uma pauta horizontal que contemplou todos os partidos e deu agilidade aos temas de interesse do país em tramitação na comissão.
Atual presidente do diretório estadual do Partido dos Trabalhadores (PT) em Santa Catarina, Décio Lima integra o partido desde a sua fundação, tendo sido o segundo a se filiar no Estado e contribuindo para a organização partidária estadual. Vice-líder da bancada do PT na Câmara dos Deputados, o político foi titular em sete comissões, entre elas a Comissão de Constituição e Justiça e de Cidadania (CCJC) e o grupo de trabalho para avaliar a proposta do novo Código Penal Militar. Na condição de suplente, Décio Lima também integrou a Comissão de Ciência e Tecnologia, Comunicação e Informática (CCTCI), a Comissão Especial destinada a analisar as Propostas de Emenda à Constituição que versam sobre Segurança Pública (CESEGUR) e a Subcomissão Especial de Publicidade e Propaganda (SUBPUBLI).
Já em 2017, Décio Lima foi eleito líder da oposição (minoria) no Congresso Nacional, estando à frente dos debates pelo PT, Partido Comunista do Brasil (PCdoB), Partido Democrático Trabalhista (PDT) e Rede Sustentabilidade (REDE), tomando como principal pauta as propostas do Governo Federal sobre os direitos sociais e trabalhistas.
Além disso, em 2018 Décio Lima foi o candidato oficial ao governo do estado de Santa Catarina pelo Partido dos Trabalhadores, mas ficou em quarto lugar na apuração final, não seguindo na disputa no segundo turno.

### Desempenho em eleições
| Ano  | Eleição                    | Coligação                                 | Partido | Candidato a      | Votos         | Resultado           |
| ---- | -------------------------- | ----------------------------------------- | ------- | ---------------- | ------------- | ------------------- |
| 1992 | Municipal de Blumenau      | Sem coligação                             | PT      | Vereador         | 1.812         | Eleito              |
| 1996 | Municipal de Blumenau      | Sem coligação                             | PT      | Prefeito         | 68.951        | Eleito              |
| 2000 | Municipal de Blumenau      | Sem coligação                             | PT      | Prefeito         | 90.805        | Eleito              |
| 2006 | Estadual em Santa Catarina | Sem coligação                             | PT      | Deputado Federal | 102.112       | Eleito              |
| 2008 | Municipal de Blumenau      | Sem coligação                             | PT      | Prefeito         | 48.754        | Não eleito          |
| 2010 | Estadual em Santa Catarina | PRB, PT, PR, PSDC, PRTB, PHS, PSB e PCdoB | PT      | Deputado Federal | 117.618       | Eleito              |
| 2014 | Estadual em Santa Catarina | Sem coligação                             | PT      | Deputado Federal | 112.366       | Eleito              |
| 2018 | Estadual em Santa Catarina | Sem coligação                             | PT      | Governador       | 460.889       | Não eleito          |
| 2022 | Estadual de Santa Catarina | PT, PCdoB, PV, Solidariedade e PSB        | PT      | Governador       | 1°- 710.859   | Não eleito 2º turno |
| 2022 | Estadual de Santa Catarina | PT, PCdoB, PV, Solidariedade e PSB        | PT      | Governador       | 2°- 1.237.016 | Não eleito 2º turno |